# Schlachthof (Tortosa)

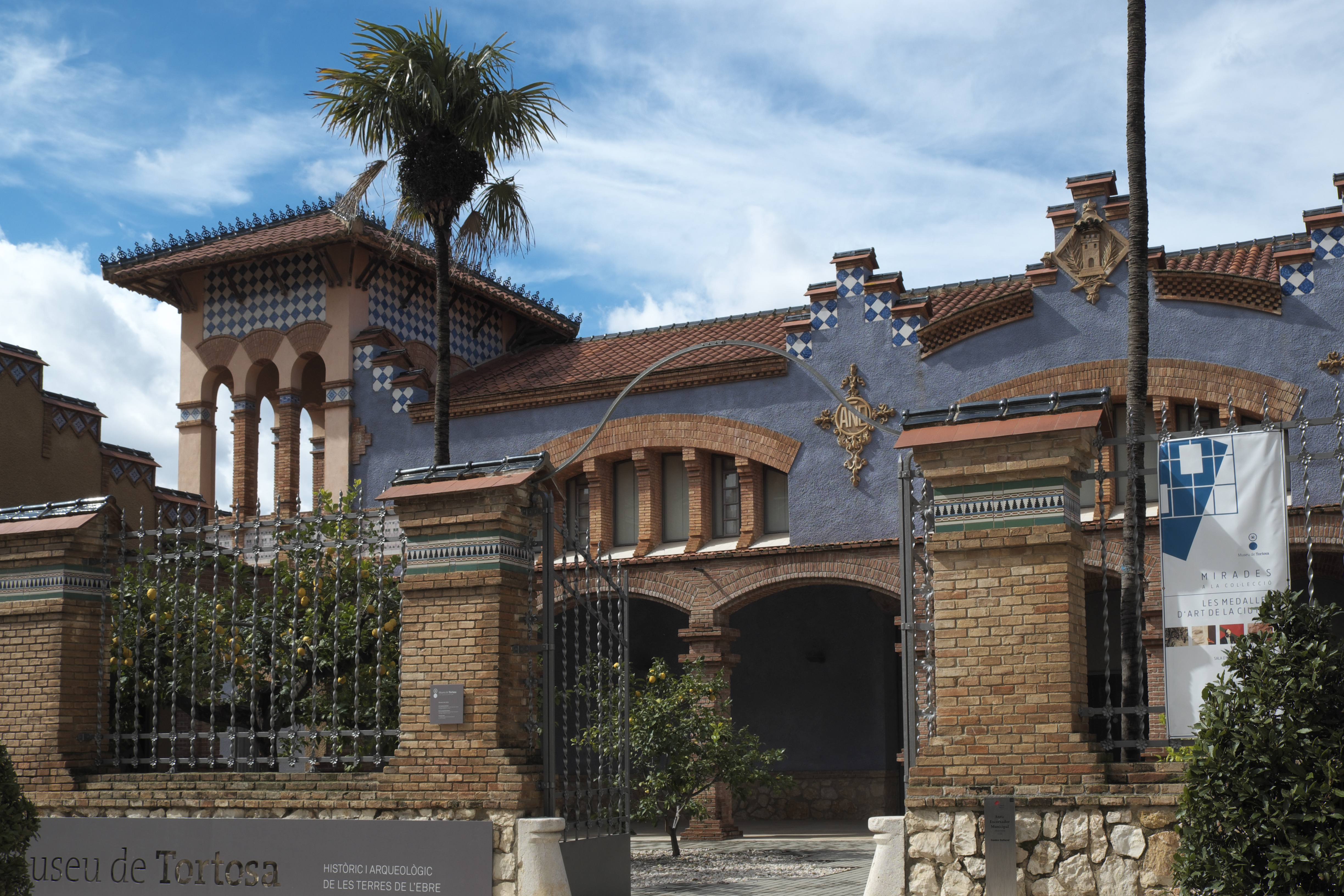
Hauptgebäude des Schlachthofs

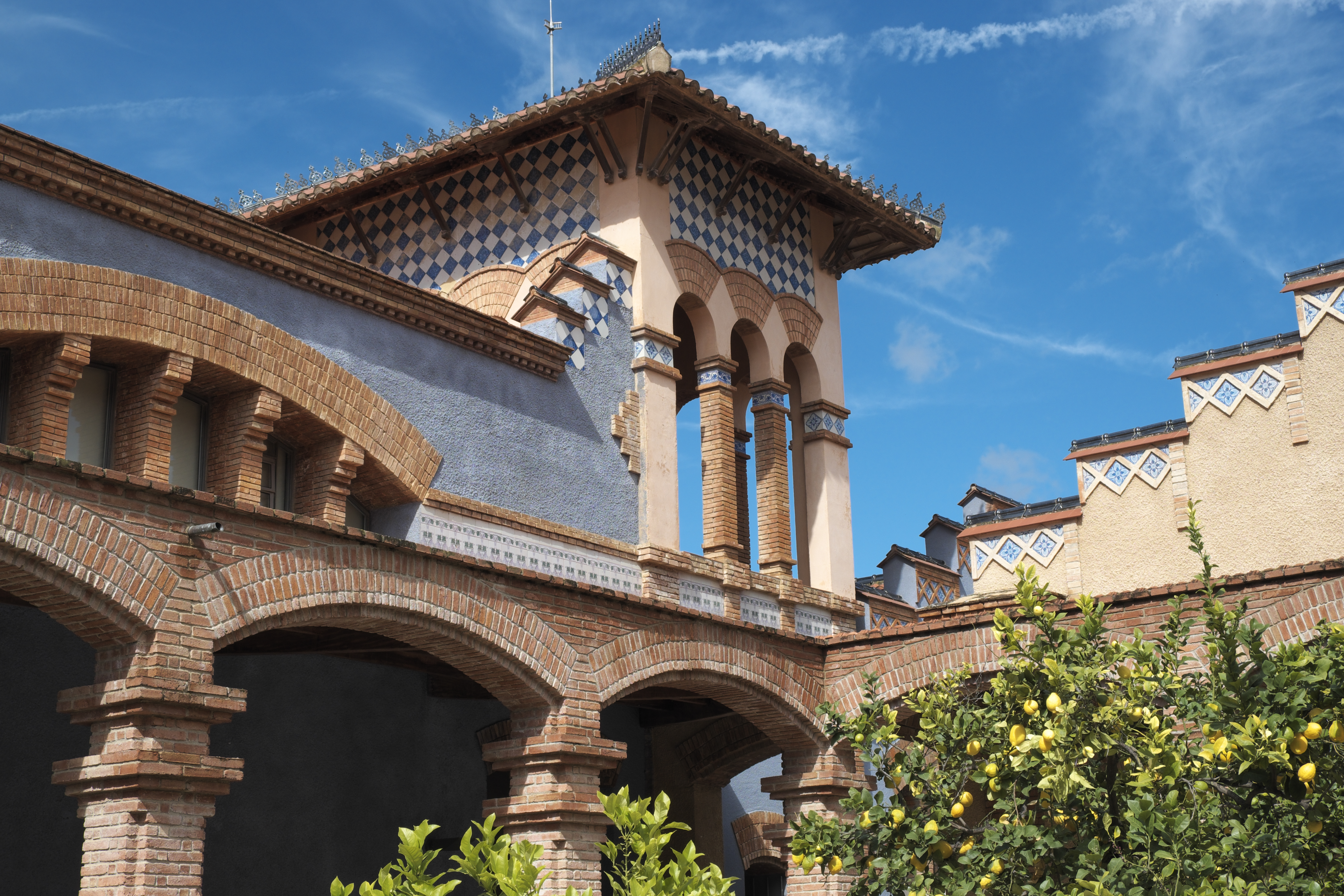
Eckbau mit Wandfliesen und Loggia

Der Schlachthof in Tortosa, einer Stadt in der Provinz Tarragona in der spanischen Region Katalonien, wurde 1906 bis 1908 errichtet. Das Gebäudeensemble an der Avenida Felip Pedrell ist ein geschütztes Baudenkmal (Bien de Interés Cultural).

## Geschichte
Der Schlachthof wurde nach den Plänen des Architekten Pablo Monguió im Stil des Modernisme bzw. Neomudéjarstil errichtet. Auf einem 5500 Quadratmeter großen Grundstück wurde ein zentraler Mittelbau und weitere Pavillons errichtet, die teilweise durch überdachte Galerien miteinander verbunden sind. Die Verwendung von Keramikfliesen in bunten Farben gibt dem Gebäude ein verspieltes Aussehen. Bis zum Jahr 1997 wurde das Gebäudeensemble als Schlachthof genutzt. Nach Jahren des Umbaus und der Renovierung wurde im Jahr 2012 das Museu de Tortosa im Hauptgebäude des ehemaligen Schlachthofes eröffnet.

## Keramikfliesen

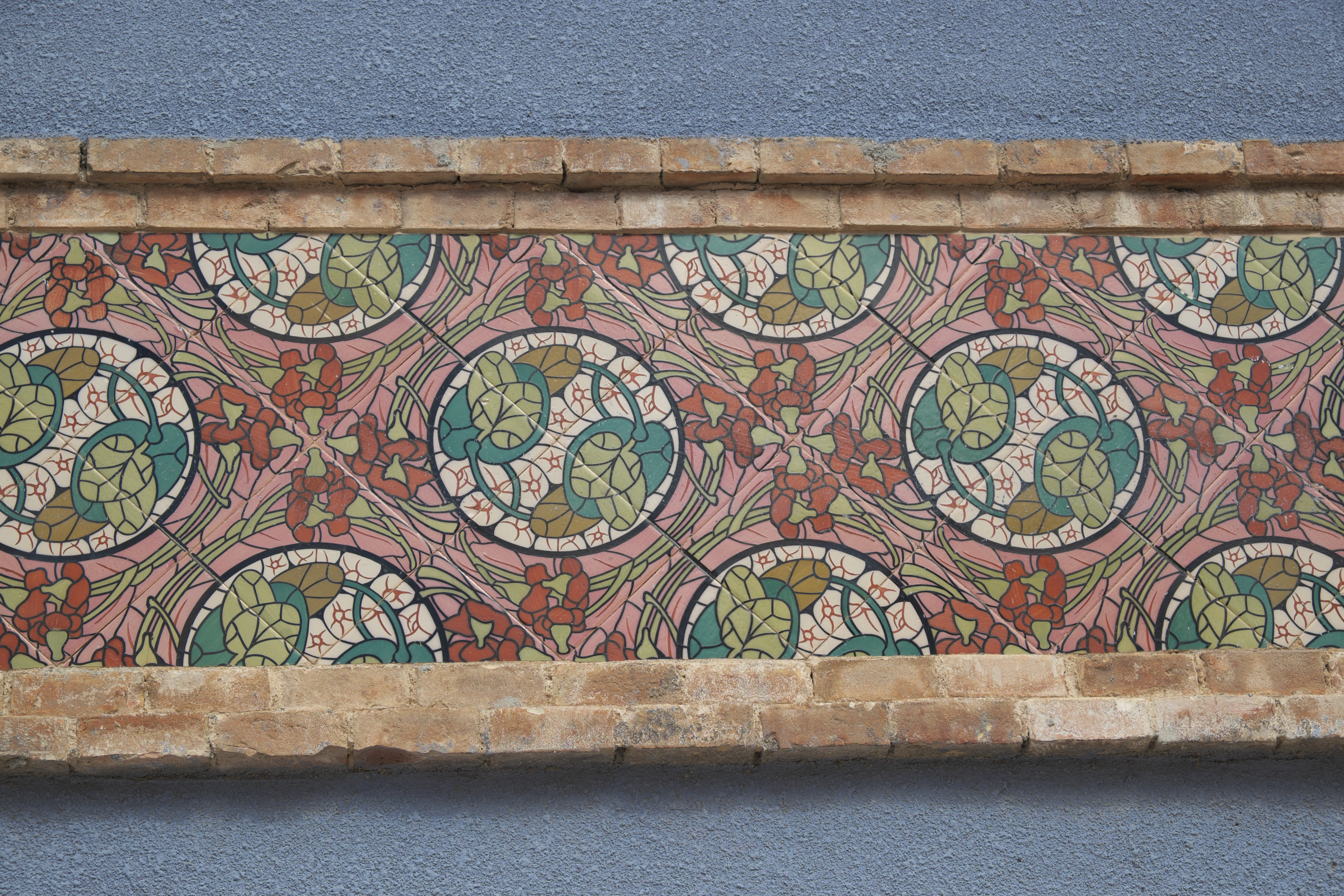
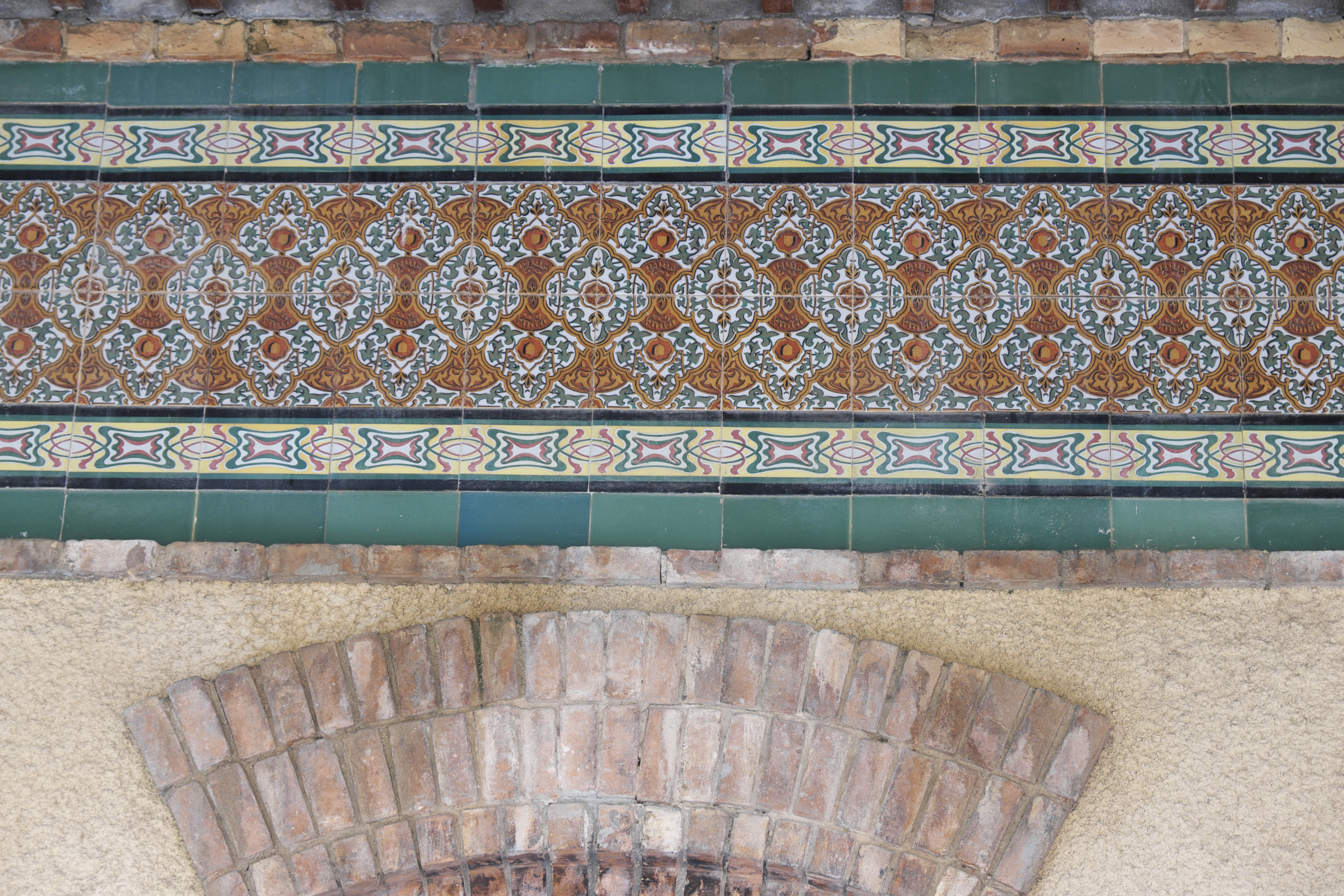
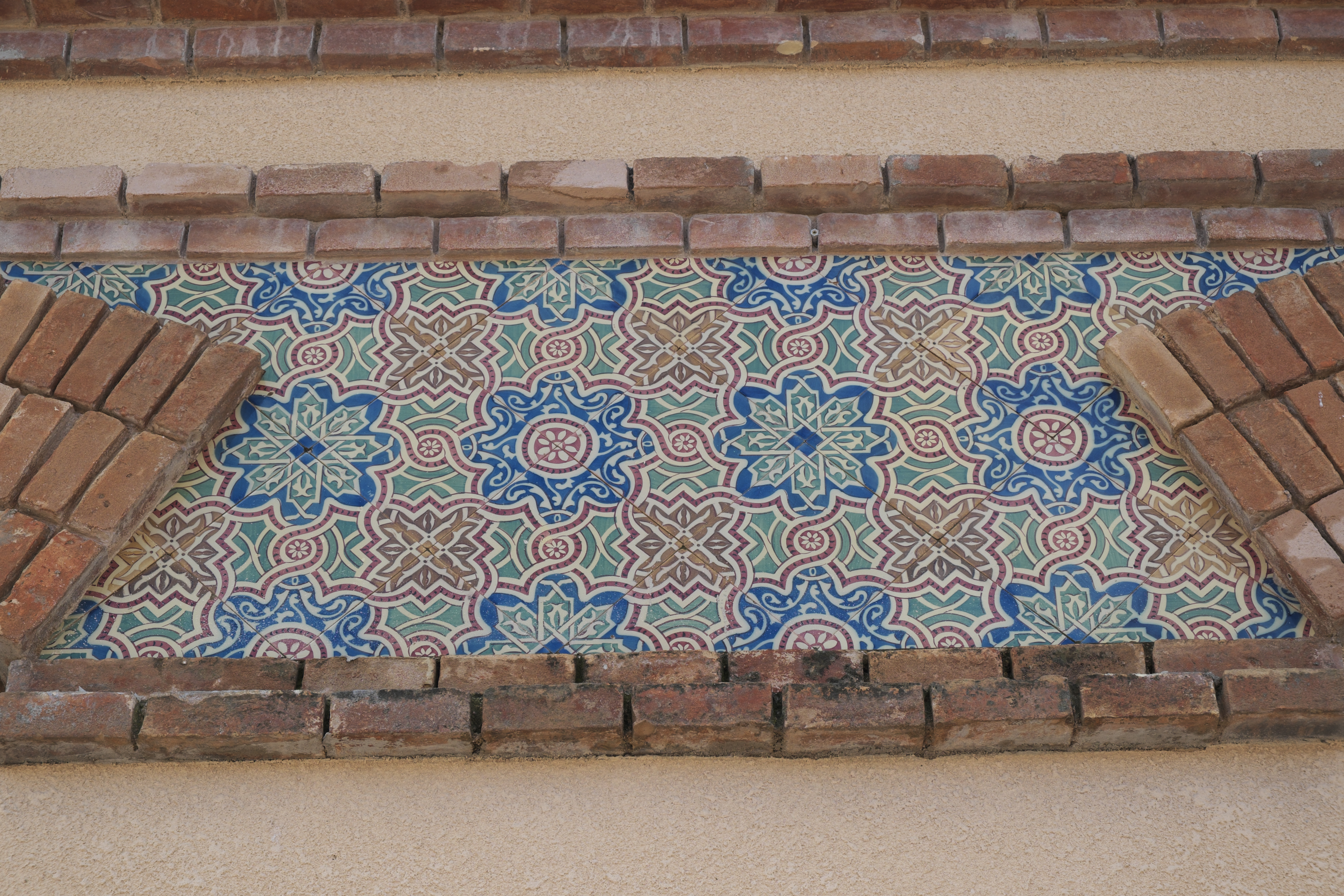
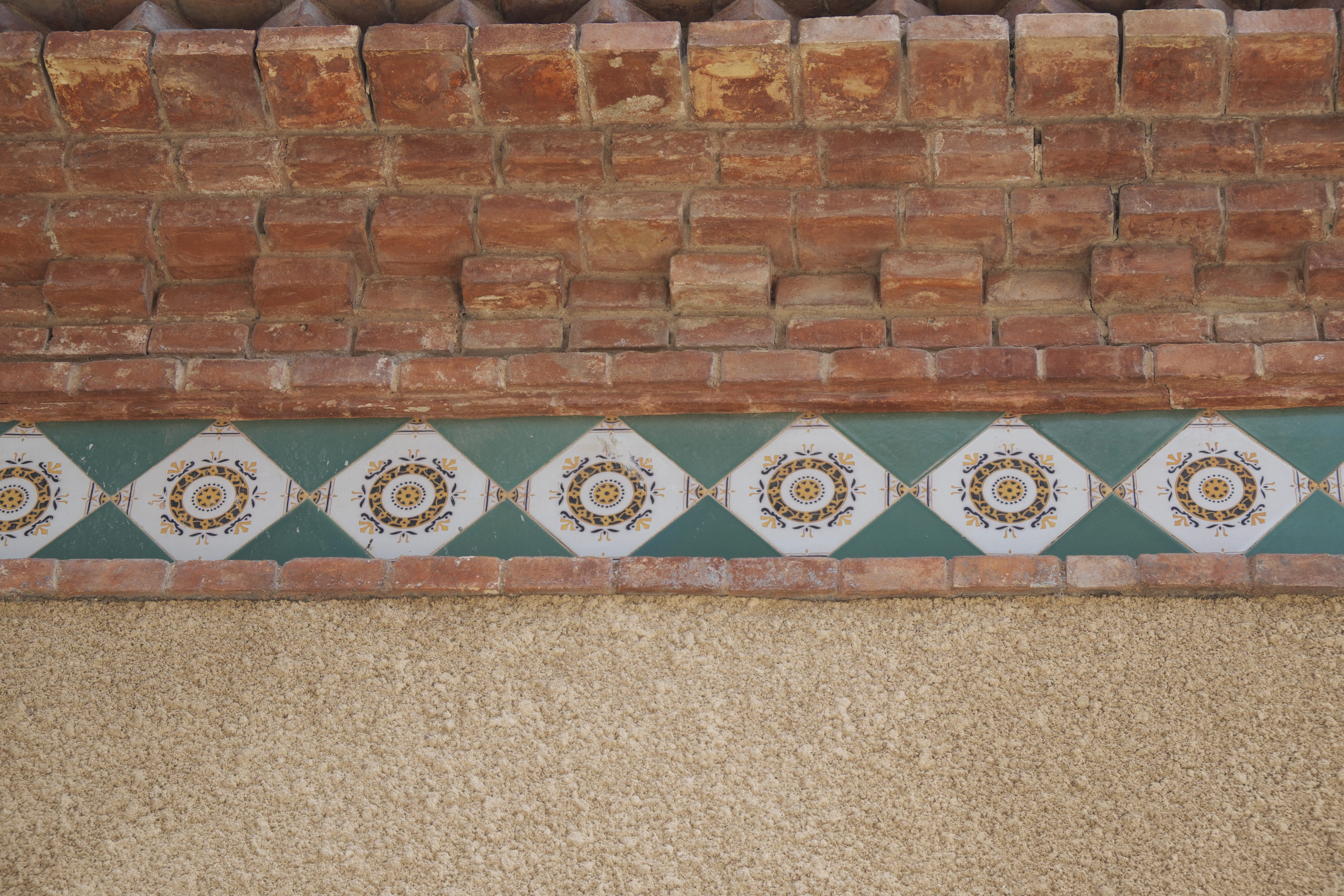